# Boet

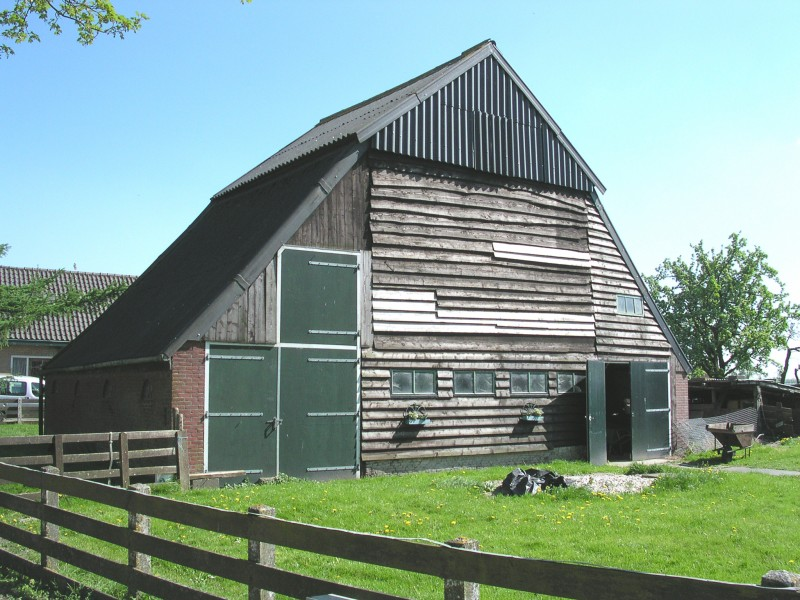
Een skeipeboet (schapenboet) in Sijbekarspel, op het vasteland

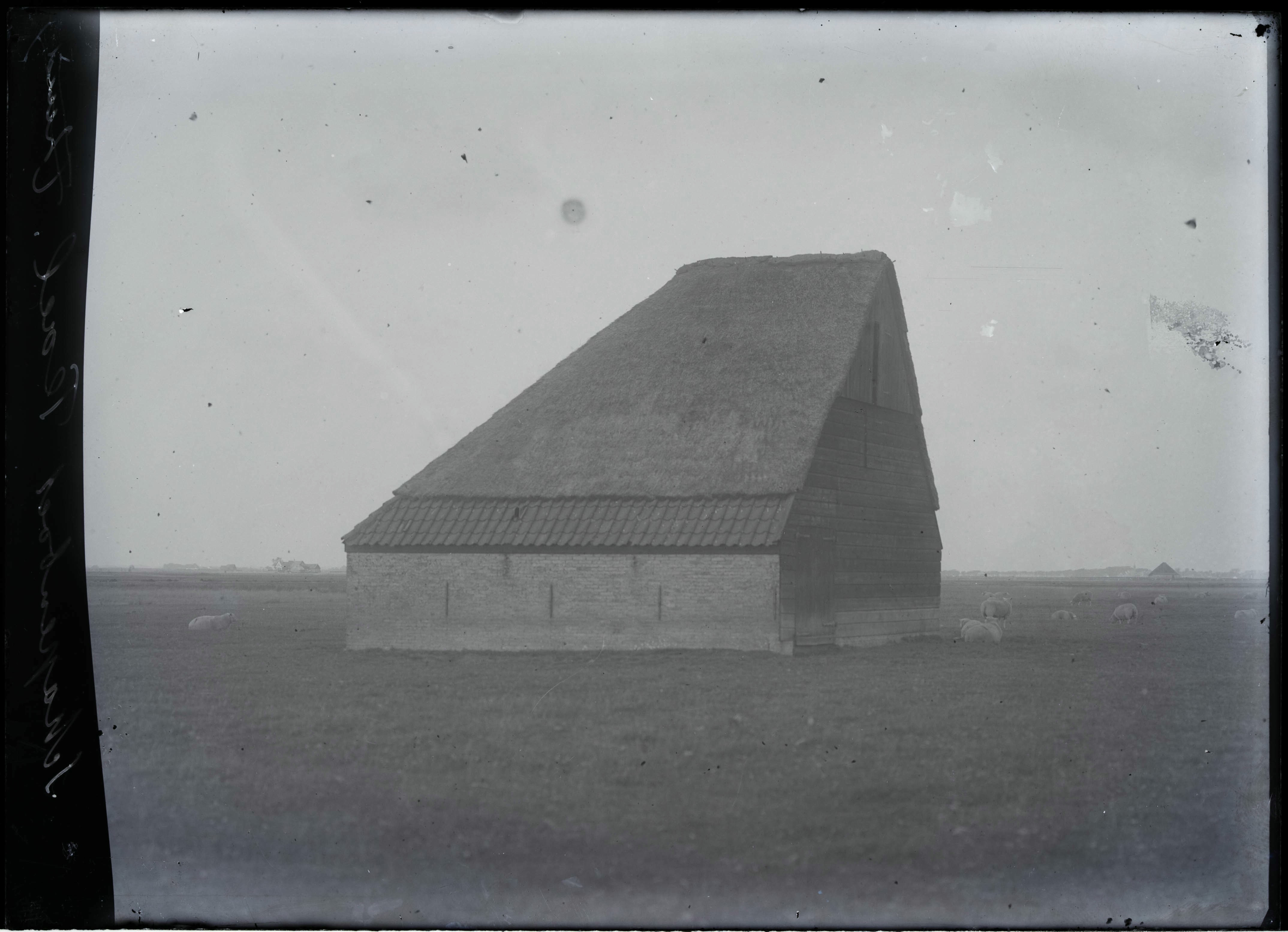
Texelse schapenboet

Een boet is een Westfriese benaming voor een schuur of bijschuur. Van oorsprong werd er met boet alleen een houten schuur of bijschuur bedoeld. De aanduiding komt voor in het noordelijk deel van Noord-Holland.

## Beschrijving
Op het Waddeneiland Texel duidt de benaming vooral een kleine schuur aan die dient als opslag voor hooi en ander voer voor de schapen. Het wordt daarom ook wel een schapenboet (Westfries: skeipeboet; Tessels: skéépeboet) genoemd. Schapen staan echter nooit zelf in een boet, daar is de schuur te klein voor. Vrijwel alle schapenboeten staan op Texel met de platte kant (en de toegangsdeur) naar het noordoosten, omdat de wind op Texel voornamelijk uit het zuidwesten waait. Het dak van de schapenboeten is bedekt met riet of dakpannen en de relatief lage muren, hebben kleine raampjes. 
De schuurtjes op Texel werden gebouwd op land dat ver bij de boerderij vandaan lag. De boeten hebben een karakteristieke vorm, met een zadeldak dat aan één kant is afgeschuind. Hoewel een deel vanwege ruilverkaveling in onbruik zijn geraakt, is een aantal van deze karakteristieke schuren behouden en gerestaureerd.
Op het vasteland worden er meer algemene kleine schuren en bijschuurtjes bedoeld, maar ook de schapenboet kwam veel voor. Deze raakten echter eerder buiten gebruik dan op Texel het geval was. Afhankelijk van het gebruik waren er verschillende benamingen, zoals geitenboet (Westfries: goiteboet) en paardenboet (Westfries: peerdeboet). De kleinste vorm van een boet, de bijschuurtjes die bouwersboetje of veldboetje (Westfries: veldersboet) worden genoemd, werden vaak gebruikt om gereedschap op te bergen dat op het land werd gebruikt. Zo'n boet stond dan ook net als een schapenboet op het land ver van de boerderij af. Een boet kan ook dienstdoen om de vissersnetten van vissers te bewaren, het gaat in dergelijke gevallen om een vissersboet.
Het woord kan ook algemener worden gebruikt voor schuurtjes en bijgebouwen, met of zonder agrarische bestemming.

## Etymologie
Het woord boet is afkomstig van het Middelnederlandse woord boede, wat eveneens een benaming is voor een schuur. Dit woord is een cognaat van de Nederlandse woorden  boedel en bouwen. Het is ook een cognaat van tal van Germaanse woorden, zoals onder andere het Engelse booth, het Duitse Bude en het Nedersaksische woord boô.
Het woord komt ook voor in de Slavische en Baltische talen, die het hebben ontleend aan de Germaanse talen (Tsjechisch: bouda; Russisch: budka; Pools, Lets en Litouws: buda).

## Andere betekenis
"Boet" kan ook een voornaam zijn, zoals van de motorcoureur Boet van Dulmen. Boet of De Boet is ook een Nederlandse achternaam.
Het woord wordt in het Bargoens ook wel gebruikt als koosnaam voor een jongetje. In homoseksuele kringen kan het woord verwijzen naar een stoere homoseksuele jongen of man.